# Tänzelfest

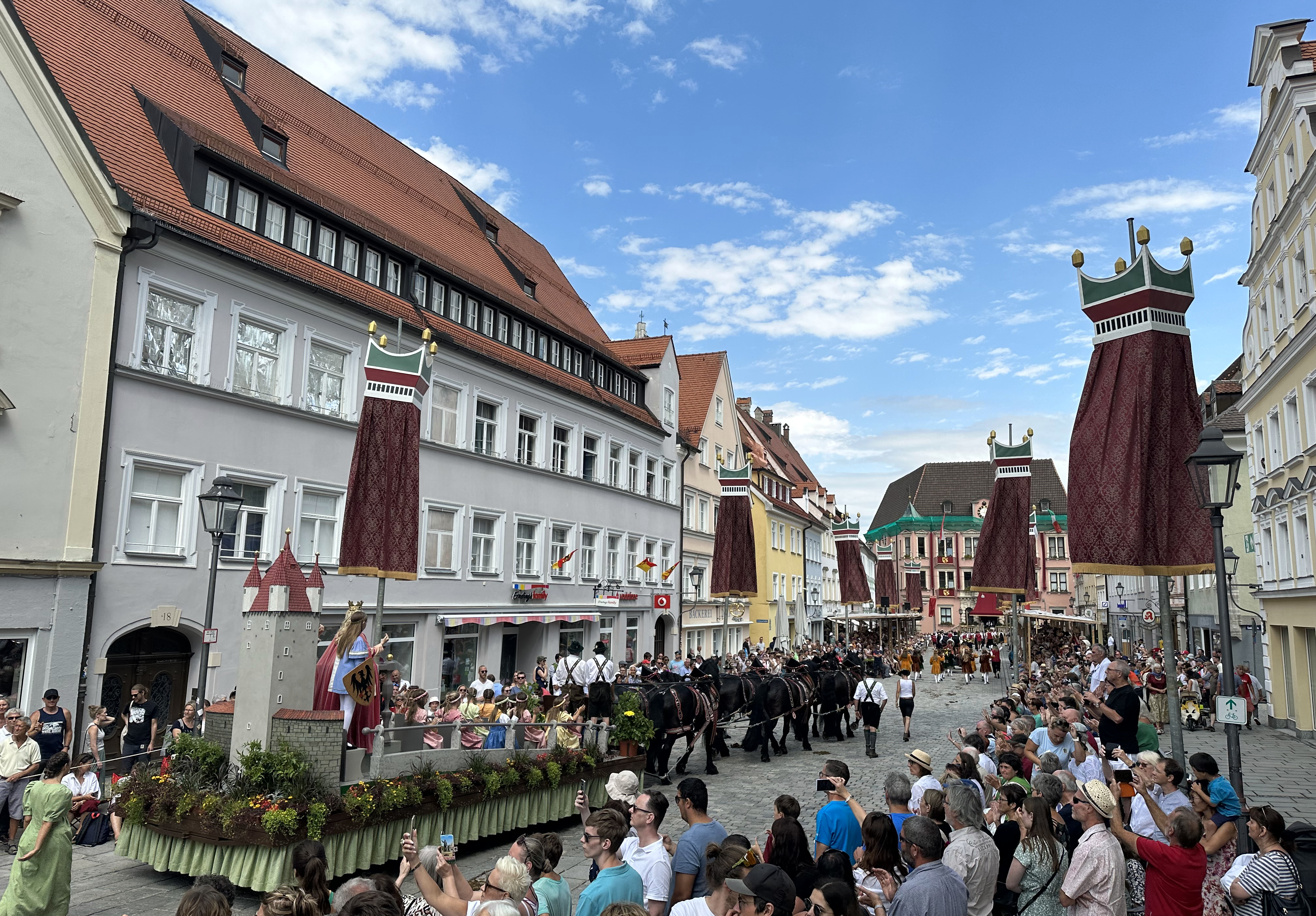
Tänzelfest 2023

Das Tänzelfest ist ein alljährlich Mitte Juli gefeiertes Stadtfest in Kaufbeuren und gilt als das älteste Kinderfest Bayerns. Das Tänzelfest dauert 12 Tage. 2025 wird es vom 17.07. bis zum 28.07. stattfinden.
Zurückgeführt wird dieses Fest auf eine Stiftung Kaiser Maximilians I., des „letzten Ritters Deutschlands“, im 15. Jahrhundert. Im Laufe von fünf Jahrhunderten hat das Fest viele Wandlungen durchgemacht und heute steht es unter dem Motto „Kinder spielen die Geschichte ihrer Stadt“.
Am Sonntag und am Montag wird vor dem Kaufbeurer Rathaus in einer großen Spielszene die Legende der Stiftung des Festes durch Kaiser Maximilian dargestellt. Zentrales Element des Festes ist der jeweils anschließende Festzug mit einem fast lückenlosen Querschnitt durch die Geschichte Kaufbeurens von der Gründung bis in das frühe 20. Jahrhundert.
Am Fest sind alljährlich etwa 1.850 Kinder in historischen Trachten, über 170 Pferde, viele Kutschen, 36 Festwagen und Musikgruppen beteiligt. 2022 wurden ca. 28.500 Abzeichen, die als Eintrittskarte für die Veranstaltungen dienen, verkauft.
Für die Pflege der Tradition, der Planung und der Durchführung des Tänzelfestes ist der Tänzelfestverein e. V. mit Sitz in Kaufbeuren zuständig. Dem Verein gehören derzeit 535 ordentliche Mitglieder an (Stand 31. Dezember 2017).

## Geschichte

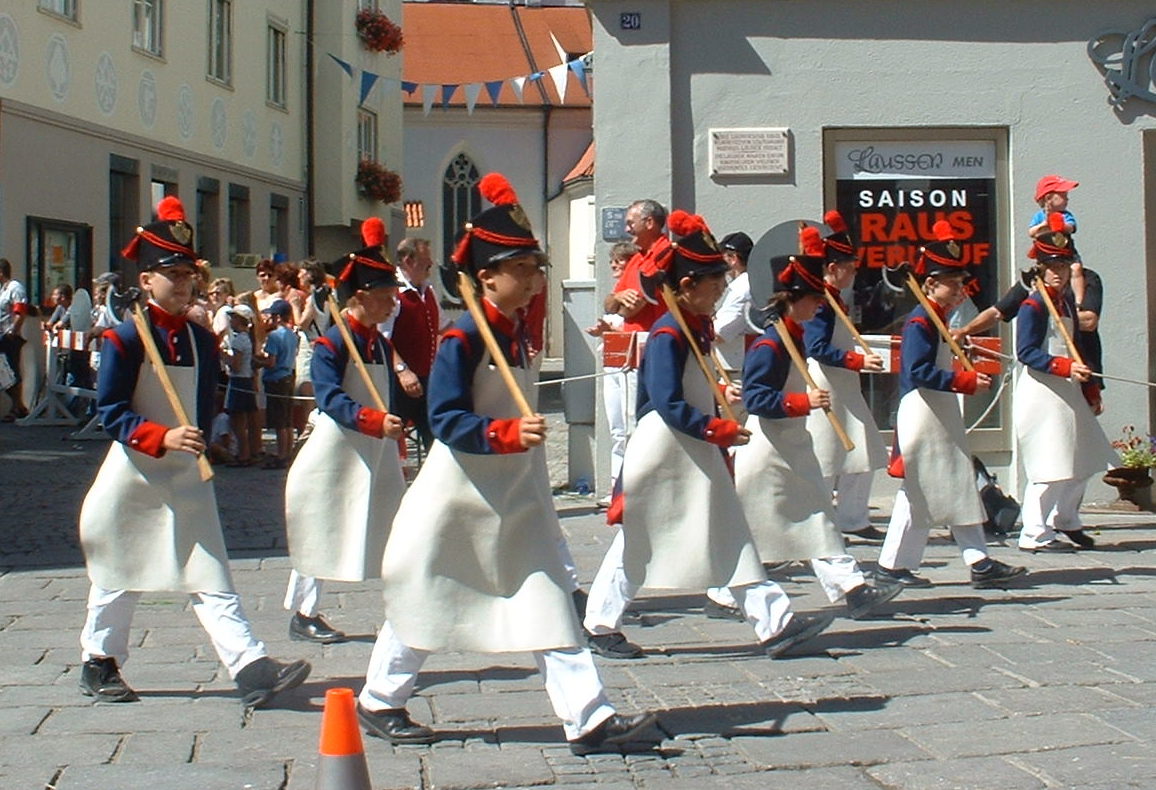
Kindergruppe (Pioniere vor der Tänzelfest Knabenkapelle)

Laut der lokalen Überlieferung war der damalige König Maximilian 1497 „nebst etlichen Fürsten und Grafen“ nach Kaufbeuren gekommen und habe während seines Aufenthaltes „[…] zu encouragierung der Jugend den Denzeltag verordnet“. Dies entspricht der damaligen königlichen Sitte, nach der Herrscherbesuche mit Feierlichkeiten sowie Rechtsprechung, Verleihung von Privilegien und Ähnlichem verbunden waren.
Vermutlich ist das Fest aber noch älter und entwickelte sich aus Zunftfesten, die in anderen süddeutschen Städten ebenfalls üblich waren. Ab 1557 erscheint das Fest als „Tänzeltag“ in den Ratsprotokollen der Stadt, 1566 mit der Bemerkung „wie es von alter gehalten worden“. Daraus wird ersichtlich, dass der Tänzeltag zu den Traditionen gehörte, die bereits damals das Zeitgedächtnis der lebenden Generation überschritt. Besonderheiten eines Kinderfestes werden im 16. Jahrhundert nicht erwähnt, erst 1658 ist ein Zusammenhang des Tänzeltags mit einem Schul- bzw. Kinderfest schriftlich belegt. Eine erste Beschreibung des Festes findet sich 1805. Aufgrund der Dominanz der evangelischen Bevölkerung in Kaufbeuren besaß das Tänzelfest bis 1919 konfessionellen Charakter. Versuche, es paritätisch zu gestalten, waren im 19. Jahrhundert gescheitert.
Zur planvollen Organisation des Festes wurde 1890 der Tänzelfestverein als „Tänzelfestkomité“ gegründet.
Während des Ersten und Zweiten Weltkriegs wurde das Fest nicht veranstaltet.
Bis 1937 diente das sogenannte Tänzelhölzle als Austragungsort des Festes. Dabei handelte es sich um einen Föhrenwald, der sich über das Areal des heutigen Fliegerhorstes und der Aktienbrauerei erstreckte. Belegbar ist das Tänzelhölzle erst seit 1689, womöglich diente es schon weitaus früher als Fest- und Versammlungsort. Erst mit der Fertigstellung des Festplatzes 1960 erhielt das Fest wieder einen festen Veranstaltungsort.
Der militärische Charakter des Kinderfestes, bis 1914 mit Abwandlungen, aber in Gestaltung und Ablauf unverändert gepflegt, lässt sich auf Eigenarten der Zunftfeste zurückführen. Der Festzug wurde vor allem in den 20er und später ab den 50er Jahren thematisch kontinuierlich durch historische Gruppen erweitert. 1959 wurde erstmals die legendäre Stiftungsgeschichte mit dem Maximilianszug in das Fest integriert. Als neue Komponente wurde 1989 das Lagerleben in das Tänzelfest eingegliedert.
Auf dem Tänzelfest 2013 wurden einige Gäste durch Neonazis rassistisch beleidigt. Einer der Rechtsradikalen schlug schließlich einen Unbeteiligten brutal nieder, das Opfer starb schließlich zwei Tage später an Hirnblutungen. Im Mai 2014 wird der Täter Falk H. schließlich vom Kemptener Landgericht wegen Körperverletzung mit Todesfolge zu elf Jahren Haft und Alkoholentzug verurteilt. Das Gericht bewertet die Tat als „völlig sinnlose Sauferei und Prügelei“. Dabei wurde die rechtsradikale Einstellung des Täters als ‚nicht tatrelevant‘ eingestuft, was jedoch auch wiederholt auf Kritik stieß.
Im Jahr 2020 und 2021 wurde das Tänzelfest aufgrund der COVID-19-Pandemie abgesagt.

## Historisches Lagerleben

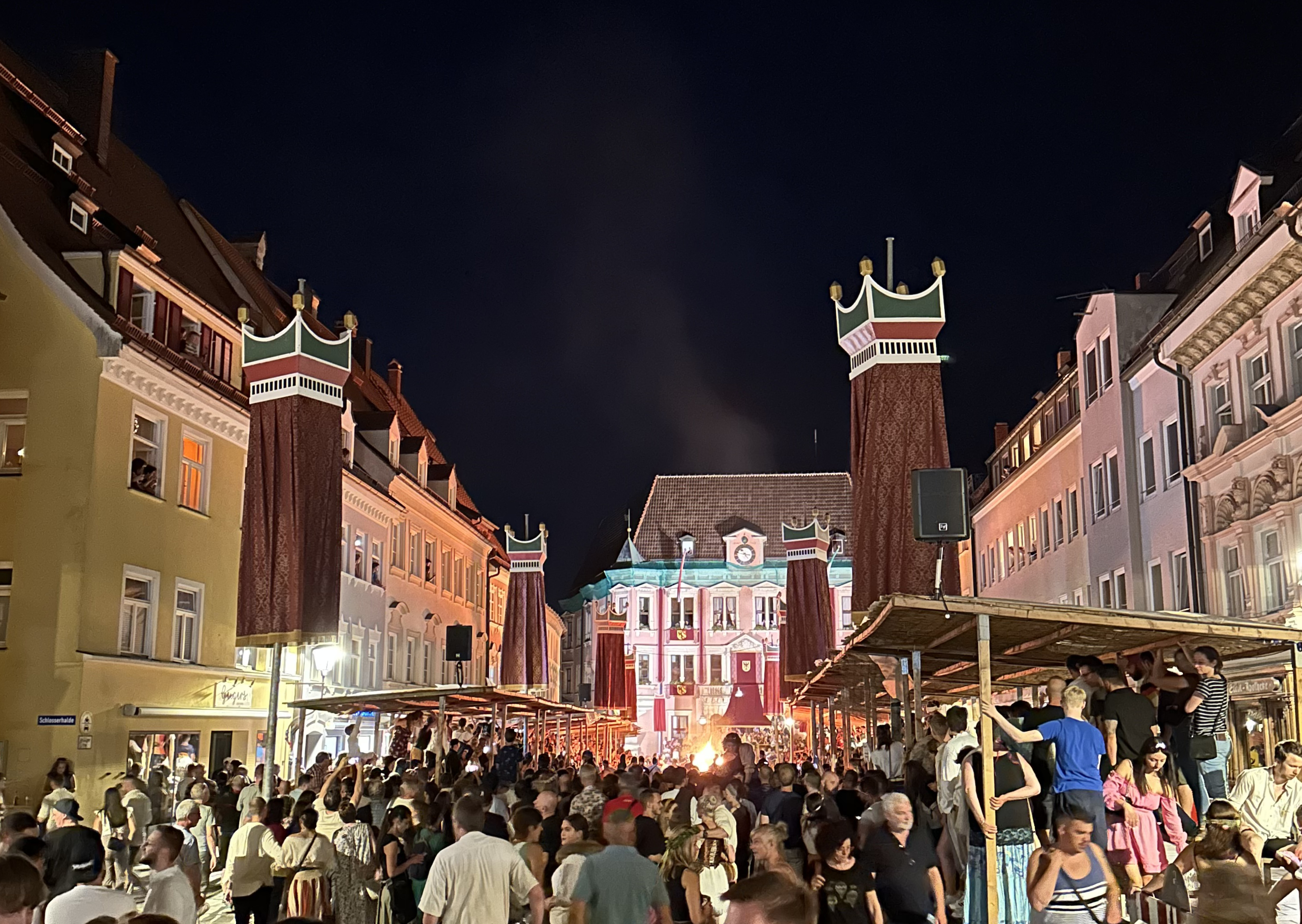
Historisches Lagerleben 2023

Ein weiterer Teil des Tänzelfests ist das Historische Lagerleben, an dem sich die Kaufbeurer Innenstadt wieder in die mittelalterliche freie Reichsstadt zurückverwandelt. Hütten der hiesigen Vereine und Handwerker zeigen das Stadtleben zu Zeiten des Kaisers Maximilian. Während des Lagerlebens treten verschiedene Musik- und Artistikgruppen auf. Darunter die Landsknechtstrommler und Artistica Anam Cara sowie die Compania Gioccolari. Am zweiten Tag des Lagerlebens sowie Sonntag und Montag findet vor dem Rathaus ab 21:30 Uhr der traditionelle Zapfenstreich der Tänzelfest Knabenkapelle Kaufbeuren statt.
Das Lagerleben findet seit 1989 statt, der Termin ist immer am Freitag und Samstag vor dem großen Festzug. Seit einigen Jahren wird zunehmend Kritik laut, dass auf dem Lagerleben vor allem von Jugendlichen zu viel Alkohol konsumiert wird.
2023 wurden pro Abend ca. 15.000 Besucher gezählt.

## Tanzplatz (Rondell)
Am Tanzplatz, der sich in der Nähe des Tänzelfestplatzes befindet, werden traditionell Tänze verschiedener Kindergruppen, bestehend aus Schülern verschiedener Grundschulen Kaufbeurens, aufgeführt. Dies geschieht zu Ehren des Kaisers Maximilian. Musikalisch begleitet werden die Tänze vom Kaufbeurer Blechbläserensemble und dem Trommlercorps der Tänzelfest Knabenkapelle Kaufbeuren. Hier findet auch die Eröffnung des Tänzelfests statt. Als Ausweichort bei schlechtem Wetter dient die Energie Schwaben Arena.

## Festplatz

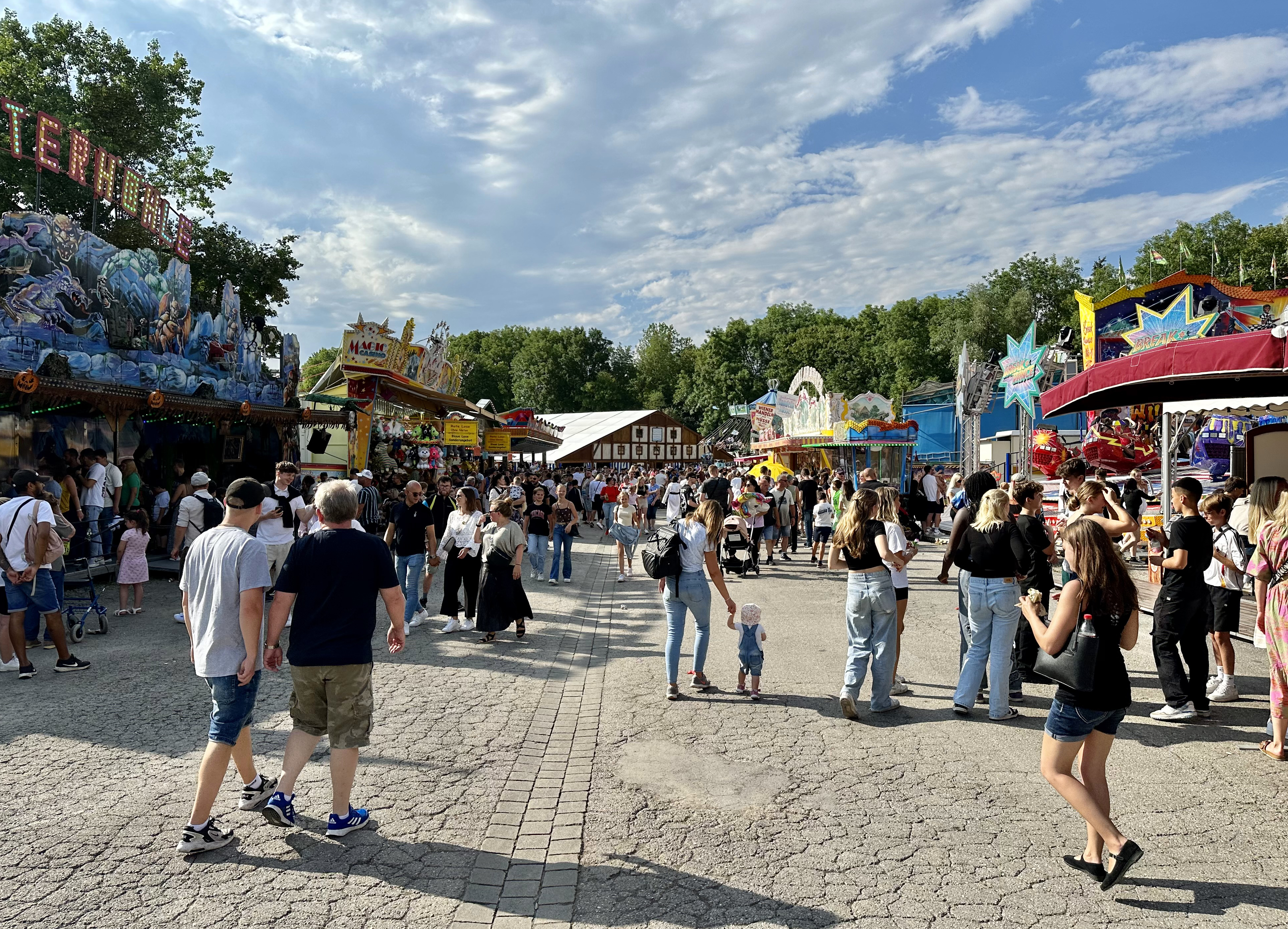

Zeitgleich erfolgt am Tänzelfestplatz ein Volksfest mit Festzelt und Fahrgeschäften. Der Rummelplatz befindet sich auf der Neugablonzer Straße Richtung Neugablonz an dem Fluss Wertach. Zum Schluss des Tänzelfestes und des Rummelplatzes erfolgt ein Abschluss-Feuerwerk.

## Sonstiges
Parallel zum Fluss Wertach verläuft eine Straße namens Tänzelfestweg. 2018 wurde das Fest mit dem Heimatpreis Bayern vom Bayerischen Staatsministerium der Finanzen und für Heimat ausgezeichnet. Im April 2020 wurde das Tänzelfest in das bayerische Landesverzeichnis des immateriellen Kulturerbes aufgenommen.